# Stadio Theodoros Vardinogiannis
Lo stadio Theodoros Vardinogiannis (in Greco: Γήπεδο Θεόδωρος Βαρδινογιάννης) è uno stadio di calcio situato nella città di Candia, sull'isola di Creta, in Grecia. Inaugurato nel 1951, ospitò le partite interne dell'OFI Creta fino al giugno 2025.